# Fiskelös (Nössemarks socken, Dalsland)
Fiskelös är en sjö i Dals-Eds kommun i Dalsland och ingår i Göta älvs huvudavrinningsområde. Fiskelös ligger i Trestickla-Boksjön Natura 2000-område.